# Неаполітанське рагу
Неаполітанське рагу (італ. ragù alla napoletana, або ragù napoletano, неаполітанською 'o rraù) — один з двох найвідоміших різновидів італійських м'ясних соусів, які часто також називають рагу. Це спеціалітет Неаполю, як випливає з назви. Інший вид виник у Болоньї і відомий італійською мовою як рагу (соус) болоньєзе або ragù alla bolognese.
Неаполітанський варіант складається з двох основних частин: м'яса та томатного соусу, в який додають кілька приправ. Однак головна відмінність полягає в тому, як використовується м'ясо, а також у кількості томатів у соусі. У болонській версії використовується дуже дрібно нарізане м'ясо, у той час як у неаполітанській використовується запечене ціле м'ясо з форми для запікання (касероле), і подається як друга страва або з макаронами.
Уподобання щодо інгредієнтів також різняться. У Неаполі біле вино замінюють червоним вином, вершкове масло - салом або оливковою олією, і додають листя базиліка, тоді як болоньєзе не містить трав. Зазвичай неаполітанське рагу подають з великими макаронними виробами трубчастої форми, такими як паккері.
У неаполітанському рецепті можна додавати родзинки, кедрові горішки та інвольтіні з різними начинками. Молоко і вершки не використовуються, і рекомендується використовувати велику кількість томатного соусу, на відміну від болонського варіанту, де використовується мінімальна кількість. Сезон томатів набагато довший у більш південному Неаполі, ніж у північній Болоньї. Як і болоньєзе, неаполітанське рагу також має досить широкий спектр варіантів, найвідомішим з яких є ragù guardaporta («рагу воротаря»).
Неаполітанське рагу має багато спільного з італо-американським «недільним соусом» ("Sunday gravy") і є його предком, основна відмінність якого полягає в додаванні більшого розмаїття м'яса в американській версії; найвідоміші рецепти з фрикадельками/тефтелями (звідси страва спагеті з тефтелями), брачола, ковбаса та свинячі відбивні.